# Boğalı
Boğalı ist ein Dorf (Köy) im Landkreis Pülümür der türkischen Provinz Tunceli. Im Jahr 2011 lebten in Boğalı zwölf Menschen.